# Neotinea maculata
Neotinea maculata és una espècie d'orquídies del gènere Neotinea de la subfamília Orchidoideae de la família Orquídies, estretament emparentades amb el gènere Orchis. Avui dia és la única espècie autòctona dels països catalans del seu gènere. Es distribueixen per Europa i Àsia menor. Són d'hàbits terrestres i tenen tubercles. El seu epítet específic, maculata, que significa "tacada", al·ludint a la presència de taques a les fulles.

## Morfologia

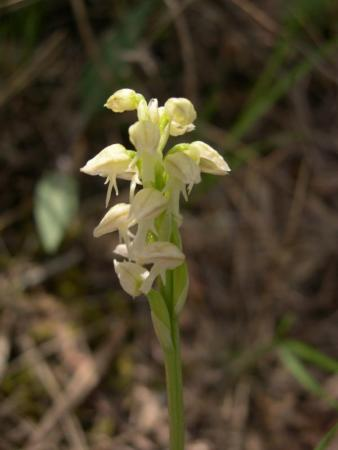
Neotinea maculata var. alba

Les fulles són oblongues amb una longitud de 5 cm, espurnejades amb unes característiques taques purpúries, creixen des dels nòduls subterranis que tenen una grandària màxima de 6 cm i són rodons. Les inflorescències són erectes en espiga, surten de la roseta basal de fulles estant cobert la tija en 1/3 per una bràctea de color verd clar. Presenta una densa floració amb flors petites. Els tres sèpals són iguals en grandària estant soldats pels costats quedant els àpexs solts i formen una mena de casc militar (d'aquí el nom), que cobreix la columna. Els sèpals presenten un color blanc rosat amb les nervacions el color rosa més pronunciat. El label sobresurt sota del casc un terç, i és de color blanc presentant a la zona central taques de color rosa. El label presenta a l'apèndix una terminació en línia recta. També presenta dos lòbuls, un a cada costat a la part inferior que estan lleugerament arquejats cap a fora i avall. Té dos pètals més, molt reduïts. El color pot variar des de blanc a diferents tons de rosa.

## Ecologia
Es desenvolupa en prats i terrenys a la llum solar directa o lleugerament ombrejades. Es troba en Gran Bretanya, Europa Occidental, Grècia, i Àsia menor. Floreix des d'abril fins al juny. Habita usualment en boscos de coníferes des del nivell del mar fins a l'estatge subalpí. A diferència dels altres membres del gènere, presenta una fecundació autògama i les seves llavors són capaces de germinar sense requerir l'escarificació de la testa de les seves llavors.

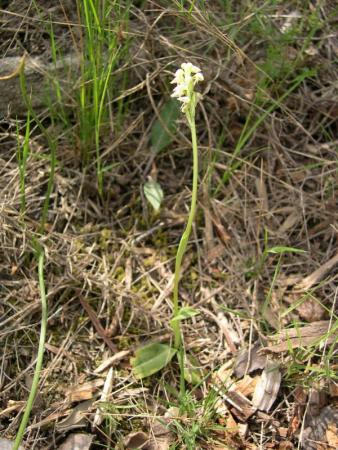
Planta de Neotinea maculata var. alba

## Taxonomia
Neotinea maculata va ser descrita per William Thomas Stearn i publicada als Annales Musei Goulandris 2: 79. 1975. La seva designació binomial formal és Neotinea maculata (Desf.) Stearn 1975. El seu basiònim és Satyrium maculatum Desf.
Se'n reconeix una varietat Neotinea maculata var. stricta J. Landwehr 1977.
Sinònims
| - Aceras densiflorum (Brot.) Boiss. - Aceras intactum (Link) Rchb.f. - Aceras maculatum (Desf.) Gren. - Aceras secundiflorum (Bertol.) Lindl. - Aceras vayredae K.Richt. - Coeloglossum densiflorum Hartm. ex Willk. & Lange - Habenaria intacta (Link) Lindl. ex Benth. - Himantoglossum parviflorum Spreng. - Himantoglossum secundiflorum (Bertol.) Rchb. - Neotinea intacta (Link) Rchb.f. - Ophrys densiflora (Brot.) Desf. - Ophrys secundiflora Steud. - Orchis atlantica Willd. - Orchis ecalcarata Costa & Vayr - Orchis imbecilla Sol. ex Britten - Orchis intacta Link | - Orchis maculata (Desf.) Batt. & Trab. - Orchis parviflora (Sw.) Steud. - Orchis sagittata Munby - Orchis secundiflora Bertol. - Orchis ustulata var. ecalcarata (Costa & Vayr) Nyman - Peristylus atlanticus (Willd.) Lindl. - Peristylus densiflorus (Brot.) Lindl. - Peristylus maculatus Lindl. ex Rchb.f. - Satyrium atlanticum (Willd.) Lindl. - Satyrium densiflorum Brot. - Satyrium maculatum Desf. - Satyrium parviflorum Pers. - Tinea cylindrica Biv. - Tinea intacta (Link) Boiss. - Tinea maculata (Desf.) Vis. |